# Hovsep Pushman
Hovsep Pushman (in armeno Յովսէփ Փուշման?; Tigranocerta, 9 maggio 1877 – New York, 13 febbraio 1966) è stato un pittore armeno naturalizzato statunitense.

## Biografia
Nato e cresciuto in una famiglia armena a Tigranocerta, all'età di undici anni Hovsep Pushman divenne il più giovane allievo ad essere ammesso alla Scuola Imperiale di Belle Arti di Istanbul. Nel 1896 la famiglia Pushman emigrò a Chicago, dove il giovane artista si avvicinò all'arte e alla cultura cinese. Successivamente si trasferì a Parigi per perfezionarsi all'Académie Julian sotto la supervisione di Jules Joseph Lefebvre e Tony Robert-Fleury; durante il suo periodo parigino espose diverse opere al Salon des Artistes, ricevendo medaglie nel 1914 e nel 1921. 
Sempre nel 1914 tornò negli Stati Uniti e due anni più tardi si trasferì a Riverside. In California cominciò a realizzare ritratti su commissione. Nel 1919 tornò a Parigi, dove aprì un proprio studio nel 1921 e, su consiglio di Robert-Fleury, cominciò a concentrarsi su suggetti esotici e orientaleggianti. Nel 1923 tornò negli Stati Uniti e si trasferì a New York, dove strinse un proficuo sodalizio con le Grand Central Art Galleries.

## Galleria d'immagini

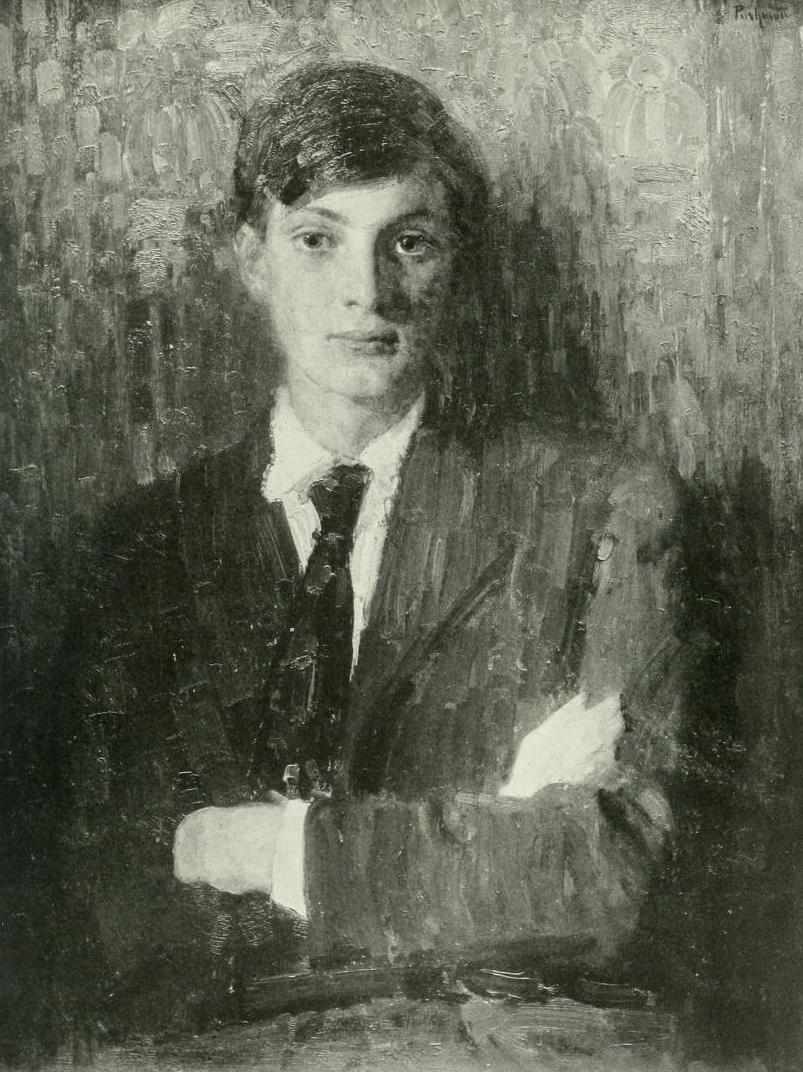
Mio figlio, Arsene (1918)
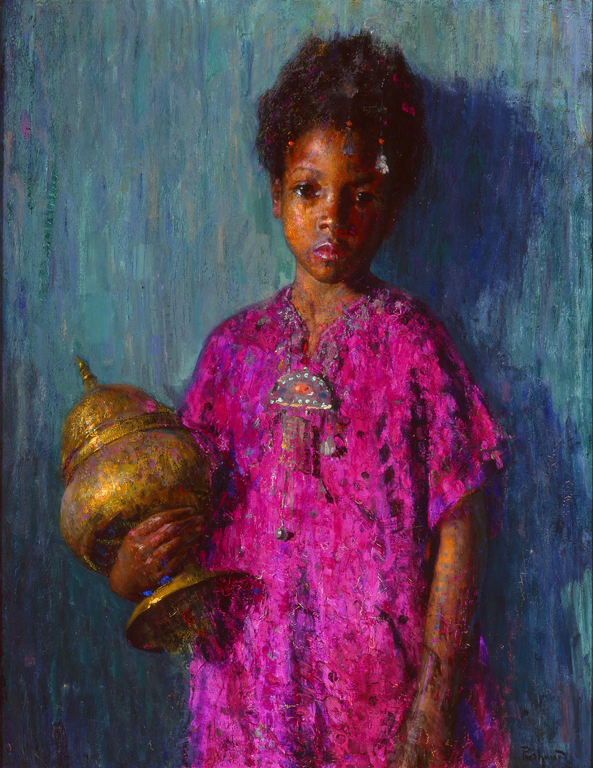
La bruciatrice d'incenso (1919)